# Joel Apezteguía
Joel Apezteguía Hijuelos (L'Avana, 17 dicembre 1983) è un calciatore cubano, attaccante del Fano e della nazionale cubana.

## Carriera

### Nazionale
Il 25 marzo 2021 ha esordito con la nazionale cubana giocando l'incontro perso 1-0 contro il Guatemala, valido per le qualificazioni al campionato mondiale di calcio 2022.

## Statistiche

### Presenze e reti nei club
Statistiche aggiornate al 18 dicembre 2022.
| Stagione         | Squadra          | Campionato       | Campionato | Campionato | Coppe nazionali | Coppe nazionali | Coppe nazionali | Coppe continentali | Coppe continentali | Coppe continentali | Altre coppe | Altre coppe | Altre coppe | Totale | Totale |
| Stagione         | Squadra          | Comp             | Pres       | Reti       | Comp            | Pres            | Reti            | Comp               | Pres               | Reti               | Comp        | Pres        | Reti        | Pres   | Reti   |
| ---------------- | ---------------- | ---------------- | ---------- | ---------- | --------------- | --------------- | --------------- | ------------------ | ------------------ | ------------------ | ----------- | ----------- | ----------- | ------ | ------ |
| 2009-2010        | Nistru Otaci     | DN               | 2          | 0          | CM              | 0               | 0               |                    | -                  | -                  |             | -           | -           | 2      | 0      |
| 2010-2011        | Manresa          | 6D               | 32         | 15         |                 | -               | -               |                    | -                  | -                  |             | -           | -           | 32     | 15     |
| 2011-2012        | Ripollet         | 5D               | 20         | 10         |                 | -               | -               |                    | -                  | -                  |             | -           | -           | 20     | 10     |
| gen.-giu. 2014   | Teuta            | KS               | 15         | 4          | CA              | 2               | 0               | UEL                | -                  | -                  |             | -           | -           | 17     | 4      |
| 2014-gen. 2015   | Tre Fiori        | CS               | 1          | 0          | CT              | 1               | 0               |                    | -                  | -                  |             | -           | -           | 2      | 0      |
| gen.-giu. 2015   | Utiel            | TD               | 9          | 4          |                 | -               | -               |                    | -                  | -                  |             | -           | -           | 9      | 4      |
| gen.-giu. 2016   | Fano             | D                | 3          | 0          | CI+CI-D         | -               | -               |                    | -                  | -                  |             | -           | -           | 3      | 0      |
| 2016-2017        | Gassino          | Prom.            | 20         | 31         | CI-Dil          | ?               | ?               |                    | -                  | -                  |             | -           | -           | 20     | 31     |
| lug.-set. 2017   | Chisola          | Ecc.             | 2          | 0          | CI-Dil          | ?               | ?               |                    | -                  | -                  |             | -           | -           | 2      | 0      |
| set. 2017-2018   | Ancona           | PC               | 20         | 21         |                 | -               | -               |                    | -                  | -                  |             | -           | -           | 20     | 21     |
| 2018-2019        | Tre Fiori        | CS               | 24         | 16         | CT              | 6               | 1               | UEL                | -                  | -                  |             | -           | -           | 30     | 17     |
| 2019-2020        | Tre Fiori        | CS               | 14         | 9          | CT              | 2               | 3               | UEL                | 2                  | 0                  | SS          | 1           | 1           | 19     | 13     |
| 2020-2021        | Tre Fiori        | CS               | 10         | 5          | CT              | 5               | 1               | UCL+UEL            | 1+1                | 0                  |             | -           | -           | 17     | 6      |
| Totale Tre Fiori | Totale Tre Fiori | Totale Tre Fiori | 48         | 30         |                 | 13              | 5               |                    | 4                  | 0                  |             | 1           | 1           | 66     | 36     |
| 2021-2022        | Virtus           | CS               | 28         | 6          | CT              | 2               | 1               |                    | -                  | -                  |             | -           | -           | 30     | 7      |
| 2022-2023        | Cailungo         | CS               | 12         | 2          | CT              | 2               | 0               |                    | -                  | -                  |             | -           | -           | 14     | 2      |
| Totale carriera  | Totale carriera  | Totale carriera  | 212        | 123        |                 | 20              | 6               |                    | 4                  | 0                  |             | 1           | 1           | 237    | 130    |

### Cronologia presenze e reti in nazionale
| Cronologia completa delle presenze e delle reti in nazionale ― Cuba | Cronologia completa delle presenze e delle reti in nazionale ― Cuba | Cronologia completa delle presenze e delle reti in nazionale ― Cuba | Cronologia completa delle presenze e delle reti in nazionale ― Cuba | Cronologia completa delle presenze e delle reti in nazionale ― Cuba | Cronologia completa delle presenze e delle reti in nazionale ― Cuba | Cronologia completa delle presenze e delle reti in nazionale ― Cuba | Cronologia completa delle presenze e delle reti in nazionale ― Cuba |
| Data                                                                | Città                                                               | In casa                                                             | Risultato                                                           | Ospiti                                                              | Competizione                                                        | Reti                                                                | Note                                                                |
| ------------------------------------------------------------------- | ------------------------------------------------------------------- | ------------------------------------------------------------------- | ------------------------------------------------------------------- | ------------------------------------------------------------------- | ------------------------------------------------------------------- | ------------------------------------------------------------------- | ------------------------------------------------------------------- |
| 25-3-2021                                                           | Città del Guatemala                                                 | Guatemala                                                           | 1 – 0                                                               | Cuba                                                                | Qual. Mondiali 2022                                                 | -                                                                   | 68’                                                                 |
| 28-3-2021                                                           | Città del Guatemala                                                 | Cuba                                                                | 1 – 2                                                               | Curaçao                                                             | Qual. Mondiali 2022                                                 | -                                                                   | 12’                                                                 |
| 11-11-2021                                                          | Managua                                                             | Nicaragua                                                           | 0 – 3                                                               | Cuba                                                                | Amichevole                                                          | -                                                                   | 65’                                                                 |
| 14-11-2021                                                          | Managua                                                             | Nicaragua                                                           | 2 – 0                                                               | Cuba                                                                | Amichevole                                                          | -                                                                   | 87’                                                                 |
| Totale                                                              |                                                                     | Presenze                                                            | 4                                                                   |                                                                     | Reti                                                                | 0                                                                   |                                                                     |

## Palmarès

### Club

#### Competizioni nazionali
- Coppa Titano: 1

Tre Fiori: 2018-2019
- Supercoppa Sammarinese: 1

Tre Fiori: 2019
- Campionato sammarinese: 1

Tre Fiori: 2019-2020